# Нереєстрове козацтво
Нереєстрові козаки — частина українського козацтва, яке не потрапили до реєстру і тому втрачали привілеї, визнані за козацтвом урядом Речі Посполитої.
У зв'язку зі збільшенням чисельності козацтва в часи воєнних дій кількість нереєстровців постійно зростала. Окремо від реєстрових вони обирають на Січі свого гетьмана й старшину, беруть участь у народних повстаннях 20—30-х років XVII століття.
Під час Хмельниччини реєстрові та нереєстрові козаки злилися в єдине військо. Відновлення останніх спостерігається в Лівобережній Україні після 1660 року, коли знову почали складати козацькі списки — компути. Всі, хто не потрапив до компутів, прагнули повернути козацькі права й привілеї.